# Luděk Švorc
Luděk Švorc (21. ledna 1941 Kladno — 27. února 2019 Kladno) byl kladenský fotograf a spisovatel. Ve svém díle se inspiroval krajem Kladenska a Křivoklátska.

## Výstavy
- 1988: Jaroslav Pergl, Luděk Švorc: Viděno dvěma; Galerie 55, Kladno
- 1/2016: Ohlédnutí; Středočeská vědecká knihovna v Kladně[2]
- 4/2017: Magie vody; roubenka Lechnýřovna, Rakovník[3]

## Dílo
- Pohádky z kuchyně skřítka Mecháčka
- České řeky a říčky (2006)
- Brdy poetické (2002)
- Křivoklátsko (2010)
- Řeky se rodí z krásna (2000)
- Kladenské pohádky (2013)
- Na věčné časy aneb Kladno vzpomínek podruhé (2010)
- Pohádky od řeky Berounky (2015)
- Na vlnách netu (2013)
- Křivoklátské pohádky (2014)
- Kocouři z Poldovky (2017)